# Орден Звезда Президента Таджикистана
Орден Звезда Президента Таджикистана (тадж. Ситораи Президенти Тоҷикистон) — высший орден Республики Таджикистан.

## Статут
Орден Звезда Президента Таджикистана является высшим орденом, которым награждаются государственные и политические деятели, другие граждане Республики Таджикистан за особо выдающиеся заслуги перед народом в деле укрепления мира и развития таджикской государственности, за особо важные заслуги в государственной и общественно-политической деятельности, способствовавшие повышению международного авторитета Таджикистана, за выдающиеся достижения в экономике, социальной сфере, науке и культуре, в развитии общества и социального прогресса, за особые заслуги и высокий патриотизм в государственной и военной службе.
Орденом Ситораи Президенти Тоҷикистон I степени награждаются:
- главы государств, правительств и парламентов иностранных государств;
- главы органов законодательной, исполнительной и судебной власти Республики Таджикистан;
- лица, занимающие государственные должности государственной власти, правовой статус которых определяется Конституцией Республики Таджикистан, конституционными и иными законами Республики Таджикистан;
- лица, занимающие высшие государственные должности государственной службы в Республике Таджикистан, которые, как правило, награждены орденом Зарринточ I степени или орденом Исмоили Сомони I степени, или орденом Ситораи Президенти Тоҷикистон II степени;
- другие граждане Республики Таджикистан за новые заслуги, которые награждены орденом Зарринточ I степени или орденом Исмоили Сомони I степени, или орденом Ситораи Президенти Тоҷикистон II степени.

Орденом Ситораи Президенти Тоҷикистон II степени награждаются:
- министры, послы и главы ведомств иностранных государств;
- главы представительств региональных и других международных организаций;
- лица, занимающие государственные должности государственной власти, правовой статус которых определяется Конституцией Республики Таджикистан, конституционными и иными законами Республики Таджикистан;
- лица, занимающие главные государственные должности государственной службы в Республике Таджикистан, которые, как правило, награждены орденом Зарринточ II степени или орденом Исмоили Сомони II степени, или орденом Ситораи Президенти Тоҷикистон III степени;
- другие граждане Республики Таджикистан за новые заслуги, которые награждены орденом Зарринточ II степени или орденом Исмоили Сомони II степени, или орденом Ситораи Президенти Тоҷикистон III степени.

Орденом Ситораи Президенти Тоҷикистон III степени награждаются:
- лица занимающие ведущие государственные должности государственной службы в Республике Таджикистан;
- другие граждане Республики Таджикистан за новые заслуги, награждённые орденом Зарринточ III степени или орденом Исмоили Сомони III степени, или орденом Дружбы.[1]

## Степени
Орден разделяется на 4 степени:
- Цепь ордена со звездой является знаком президента и закреплена за президентом Таджикистана.
- I степень ордена Ситораи Президенти Тоҷикистон имеет знак и звезду. Знак ордена носится на ленте через правое плечо и звезда ордена — на левой стороне груди;
- II степень ордена Ситораи Президенти Тоҷикистон имеет знак, который носится :
  - лицами мужского пола на ленте на шее;
  - лицами женского пола на банте из ленты на левой стороне груди;
- III степень ордена Ситораи Президенти Тоҷикистон имеет знак, который носится на ленте на левой стороне груди.